# Красненькое (Рыбницкий район)
Кра́сненькое — село в Рыбницком районе непризнанной Приднестровской Молдавской Республики. Административный центр Красненьского сельсовета, куда кроме села Красненькое также входят сёла Дмитровка и Ивановка.
На территории сел Красненькое, Ивановка и Димитрово, общей площадью 11,8 кв. км, расположены 1 084 двора, в которых проживает 1873 жителя, в т.ч. в с.Краненькое – 885 дворов, 1671 человек, с.Ивановка – 164 двора, 182 человека, с.Димитрово — 35 дворов, 20 человек.